# North Cleveland, Texas
North Cleveland là một thành phố thuộc quận Liberty, tiểu bang Texas, Hoa Kỳ. Năm 2010, dân số của xã này là 247 người.

## Dân số
- Dân số năm 2000: 263 người.
- Dân số năm 2010: 247 người.